# سکوت بره‌ها (فیلم)
سکوت بره‌ها (انگلیسی: The Silence of the Lambs) فیلم آمریکایی سال ۱۹۹۱ در ژانر وحشت روان‌شناختی به کارگردانی جاناتان دمی و نویسندگی تد تلی است که بر اساس رمانی به همین نام از توماس هریس ساخته شده است. جودی فاستر نقش کارآموز جوان اف‌بی‌آی یعنی کلاریس استارلینگ را ایفا می‌کند که در جستجوی قاتل زنجیره‌ای به‌نام «بیل بوفالو» (تد لواین) است که پوست قربانیان خود را از بدن جدا می‌کند. استارلینگ برای دستگیری او از روانشناس نابغه و قاتل زنجیره‌ای دیگری به‌نام هانیبال لکتر (آنتونی هاپکینز) کمک و راهنمایی می‌گیرد. دیگر بازیگران آن اسکات گلن، آنتونی هیلد و کیسی لمونز هستند.
سکوت بره‌ها در ۱۴ فوریهٔ ۱۹۹۱ اکران شد و بیش از ۲۷۲ میلیون دلار فروش داشت، در حالی که بودجهٔ ساخت فیلم ۲۷ میلیون دلار بود. این فیلم مورد تحسین منتقدان قرار گرفت و یکی از فیلم‌هایی است که در تاریخ برترین انگاشته شده‌اند. این فیلم بر اساس نقدهای منتقدان در وبگاه راتن تومیتوز امتیاز ۹۵٪ را به‌دست‌آورده‌است. این سومین فیلمی است پس از در یک شب اتفاق افتاد (۱۹۳۴) و دیوانه از قفس پرید (۱۹۷۵) که برندهٔ همهٔ ۵ شاخهٔ اصلی جایزهٔ اسکار شد: بهترین فیلم، بهترین بازیگر مرد برای هاپکینز، بهترین بازیگر زن برای فاستر، بهترین کارگردانی، و بهترین فیلم‌نامه اقتباسی. همچنین تنها فیلم برندهٔ جایزهٔ اسکار بهترین فیلم در ژانر ترسناک است.
در سال ۲۰۱۸ نام سکوت بره‌ها از سوی امپایر در رتبهٔ ۴۸ فهرست ۵۰۰ فیلم برتر تاریخ قرار گرفت. در رتبه‌بندی برترین تریلرهای تاریخ سینمای آمریکا در سال ۲۰۰۱ که توسط بنیاد فیلم آمریکا انجام گرفت رتبهٔ پنجم را به خود اختصاص داد. همچنین شخصیت لکتر با بازی هاپکینز بر اساس دیگر رتبه‌بندی بنیاد فیلم آمریکا با نام ۱۰۰ قهرمان و شرور در رتبهٔ اول بهترین شرورهای تاریخ قرار گرفت. این فیلم از سوی کتابخانه کنگره ایالات متحده «از نظر فرهنگی، تاریخی یا زیبایی‌شناختی» حائز اهمیت است و در سال ۲۰۱۱ برای نگهداری در فهرست ملی ثبت فیلم انتخاب شد. دنباله‌ای با نام هانیبال (۲۰۰۱) و سپس پیش‌درآمدها با نام‌های اژدهای سرخ (۲۰۰۱) و خیزش هانیبال (۲۰۰۷) اکران شدند.

## خلاصه داستان
کلاریس استارلینگ (جودی فاستر) توسط جک کرافورد (اسکات گلن) از آکادمی آموزشی اف‌بی‌آی در کوانتیکوو، ویرجینیا انتخاب می‌شود. کرافورد به استارلینگ مأموریت می‌دهد که با هانیبال لکتر (آنتونی هاپکینز) که یک روان‌شناس و قاتل زنجیره‌ای است، گفتگو نماید چرا که اعتقاد دارد که لکتر ممکن است بتواند به آن‌ها در پیدا کردن «بیل بوفالو» (قاتلی زنجیره‌ای که پوست قربانیانش را از تن جدا می‌نماید) کمک نماید.
استارلینگ به بیمارستان روانی در بالتیمور می‌رود و در آنجا دکتر فردریک چیلتون (آنتونی هیلد) او را به سلول دکتر لکتر راهنمایی می‌کند. در ابتدا دکتر لکتر آرام است اما به ناگهان عصبانی می‌شود چرا که استارلینگ سعی دارد از او اطلاعات بکشد. در حالی که استارلینگ با ترس در حال ترک سلول است، یکی از بیماران به کلاریس توهین بدی می‌کند که لکتر این عمل را بسیار زشت می‌پندارد و استارلینگ را صدا می‌کند که برگردد و به او می‌گوید که به دنبال یکی از بیماران سابقش بگردد. این راهنمایی، استارلینگ را به یک زیرزمین سوق می‌دهد که در آنجا جسد یکی از بیماران سابق لکتر را پیدا می‌کند.
استارلینگ به پیش لکتر بر می‌گردد و لکتر به او می‌گوید که این جسد به بیل بوفالو مرتبط است. استارلینگ به لکتر پیشنهاد می‌دهد در صورتی‌که به او در این زمینه کمک کند، از کلینیک دکتر چیلتون به جایی دیگر منتقل شود.
هنگامی‌که بیل بوفالو دختر یک سناتور را می‌دزدد، کرافورد به استارلینگ اجازه می‌دهد که به دروغ این پیشنهاد را به لکتر بدهد که در صورتی‌که به آن‌ها در پیدا کردن بیل بوفالو کمک نماید، او را به زندانی دیگر منتقل کنند. در عوض، لکتر یک بازی یک‌به‌یک را با استارلینگ شروع می‌نماید و به او پیشنهاد می‌کند که اطلاعات جامعی در مورد بیل بوفالو در اختیار آن‌ها قرار بدهد و در عوض استارلینگ نیز از گذشتهٔ خود برای لکتر بگوید، چیزی که قبلاً کرافورد به استارلینگ هشدار داده بود که برای لکتر بازگو نکند چرا که لکتر می‌تواند در وجود استارلینگ رخنه نماید.
چیلتون نیز که پنهانی به مکالمات استارلینگ گوش می‌دهد، پیشنهاد انتقال لکتر را با سناتور در میان می‌گذارد و لکتر را به ممفیس منتقل می‌کند، و در مقابل، لکتر مقداری اطلاعات در مورد بیل بوفالو به مقامات ارائه می‌دهد.
بار دیگر استارلینگ دکتر لکتر را در سلول اختصاصی‌اش در تنسی ملاقات می‌کند و از او می‌خواهد که نامی را که برای مقامات گفته‌است رمزگشایی کند؛ ولی لکتر درخواست استارلینگ را برای کمک رد می‌نماید و او را مجبور می‌سازد که خاطرات دوران کودکی اش را بازگو کند. استارلینگ به لکتر می‌گوید که چگونه یتیم شده‌است و به مزرعه یکی از خویشاوندان منتقل شده‌است و هنگامی که در آن مزرعه با صحنهٔ سلاخی گوسفندان روبرو شده و تلاش نافرجامی جهت نجات یکی از گوسفندان می‌کند، او را به یتیم خانه می‌فرستند. لکتر نیز در مقابل پرونده بیل بوفالو را که استارلینگ قبلاً به او داده بود، به او بازمی‌گرداند که در این لحظه استارلینگ توسط دکتر چیلتون و تعدادی پلیس از آنجا به بیرون هدایت می‌شود. در همان روز لکتر دو تن ازنگهبانان را کشته و از آنجا فرار می‌کند.
استارلینگ گفته‌های لکتر را به دقت بررسی می‌کند و می‌فهمد که بیل بوفالو اولین قربانی‌اش را شخصاً می‌شناخته‌است. استارلینگ به خانهٔ اولین قربانی سفر می‌کند و در آنجا متوجه می‌شود که بیل بوفالو یک خیاط است چرا که لباس‌ها و الگوی آنهادقیقا شبیه الگوی کنده‌شدن پوست قربانیان است. استارلینگ به کرافورد زنگ می‌زند تا او را از این موضوع آگاه سازد که بیل بوفالو سعی دارد لباسی از پوست قربانیانش برای خود تهیه کند و کرافورد به او می‌گوید که در حال رفتن به شهری دیگر برای دستگیری فردی به نام جیم گامب است که چندین بار تقاضای جراحی تغییر جنسیت داده‌است که این تقاضا توسط بیمارستان رد شده‌است.
استارلینگ به مصاحبه با دوست اولین قربانی بیل بوفالو ادامه می‌دهد و سرانجام یه خانه جک گوردون می‌رسد و در آنجا متوجه می‌شود که جک همان جیم گامب است. استارلینگ او را تا یک زیرزمین چندین اتاقه دنبال می‌کند، جاییکه دختر ربوده‌شدهٔ سناتور را، زنده و درون یک چاه می‌یابد. گامب پس از خاموش کردن چراغ‌های زیرزمین، در تاریکی و با استفاده از دوربین دید در شب استارلینگ را دنبال می‌کند؛ ولی هنگامی که می‌خواهد اسلحه‌اش را آماده کند تا استارلینگ را بکشد، استارلینگ متوجه مکان گامب شده و به او شلیک می‌کند و او را می‌کشد.
در خاتمه در جشن فارغ‌التحصیلی آکادمی اف‌بی‌آی، لکتر طی تماس تلفنی به کلاریس می‌گوید: «سراغ تو نمی‌آیم، چون دنیا با وجود آدم‌هایی چون تو جالب‌تر است.»

## بازیگران
- جودی فاستر در نقش کلاریس استارلینگ
- آنتونی هاپکینز در نقش دکتر هانیبال لکتر
- اسکات گلن در نقش جک کرافورد
- تد لواین در نقش جیم «بوفالو بیل» گامب
- آنتونی هیلد در نقش دکتر فردریک چیلتون
- بروک اسمیت در نقش کاترین مارتین
- دایان بیکر در نقش سناتور روث مارتین
- کیسی لمونز در نقش آدرلیا مپ
- فرانکی فیزن در نقش بارنی ماتیوس
- تریسی والتر در نقش لامار
- چارلز نپیر در نقش ستوان بویل

## جوایز
| سازمان/موسسه                   | جایزه                                       | بازیگر/عامل                              | نتیجه    | ملاحظات                               |
| ------------------------------ | ------------------------------------------- | ---------------------------------------- | -------- | ------------------------------------- |
| شصت و چهارمین دوره جوایز اسکار | جایزه اسکار بهترین بازیگر نقش اول مرد       | آنتونی هاپکینز                           | برنده    |                                       |
| شصت و چهارمین دوره جوایز اسکار | جایزه اسکار بهترین بازیگر نقش اول زن        | جودی فاستر                               | برنده    |                                       |
| شصت و چهارمین دوره جوایز اسکار | جایزه اسکار بهترین فیلم‌نامه اقتباسی         | تد تلی                                   | برنده    | اقتباس از سکوت بره‌ها نوشتهٔ توماس هریس |
| شصت و چهارمین دوره جوایز اسکار | جایزه اسکار بهترین کارگردانی                | جاناتان دمی                              | برنده    |                                       |
| شصت و چهارمین دوره جوایز اسکار | جایزه اسکار بهترین فیلم                     | ادوارد ساکسون، کنت آت، ران بوزمن         | برنده    |                                       |
| شصت و چهارمین دوره جوایز اسکار | جایزه اسکار بهترین تدوین                    | کریگ مک‌کی                                | نامزدشده |                                       |
| شصت و چهارمین دوره جوایز اسکار | بهترین میکس صدا                             | تام فلایشمن، کریستوفر نیومن              | نامزدشده |                                       |
| چهل و نهمین مراسم گلدن گلوب    | جایزه گلدن گلوب بهترین بازیگر زن فیلم درام  | جودی فاستر                               | برنده    |                                       |
| چهل و نهمین مراسم گلدن گلوب    | جایزه گلدن گلوب بهترین بازیگر مرد فیلم درام | آنتونی هاپکینز                           | نامزدشده |                                       |
| چهل و نهمین مراسم گلدن گلوب    | جایزه گلدن گلوب بهترین کارگردانی            | جاناتان دمی                              | نامزدشده |                                       |
| چهل و نهمین مراسم گلدن گلوب    | جایزه گلدن گلوب بهترین فیلم درام            | کنت آت                                   | نامزدشده |                                       |
| چهل و نهمین مراسم گلدن گلوب    | جایزه گلدن گلوب بهترین فیلم‌نامه             | تد تلی                                   | نامزدشده |                                       |
| چهل و پنجمین دوره جوایز بفتا   | جایزه بفتای بهترین بازیگر نقش اول مرد       | آنتونی هاپکینز                           | برنده    |                                       |
| چهل و پنجمین دوره جوایز بفتا   | جایزه بفتای بهترین بازیگر نقش اول زن        | جودی فاستر                               | برنده    |                                       |
| چهل و پنجمین دوره جوایز بفتا   | بهترین فیلم‌نامه اقتباسی                     | تد تلی                                   | نامزدشده |                                       |
| چهل و پنجمین دوره جوایز بفتا   | جایزه بفتای بهترین فیلم‌برداری               | تاک فوجیموتو                             | نامزدشده |                                       |
| چهل و پنجمین دوره جوایز بفتا   | بهترین کارگردانی                            | جاناتان دمی                              | نامزدشده |                                       |
| چهل و پنجمین دوره جوایز بفتا   | بهترین تدوین                                | کریگ مک‌کی                                | نامزدشده |                                       |
| چهل و پنجمین دوره جوایز بفتا   | جایزه بفتای بهترین فیلم                     | ران بوزمن، ادوارد ساکسون، کنت آت         | نامزدشده |                                       |
| چهل و پنجمین دوره جوایز بفتا   | جایزه بفتای بهترین موسیقی فیلم              | هاوارد شور                               | نامزدشده |                                       |
| چهل و پنجمین دوره جوایز بفتا   | بهترین صدابرداری                            | اسکیپ لیوسی، کریستوفر نیومن، تام فلایشمن | نامزدشده |                                       |